# Sceloporus mucronatus
Sceloporus mucronatus (центральна тріщинна ігуана) — вид ігуаноподібних ящірок родини фриносомових (Phrynosomatidae). Ендемік Мексики. 

## Підвиди
Виділяють два підвиди:
- Sceloporus mucronatus mucronatus Cope, 1885;
- Sceloporus mucronatus olsoni Webb, Lemos-Espinal & Smith, 2002.

## Поширення і екологія
Центральні тріщинні ігуани мешкають в горах на території штатів Ідальго, Веракрус, Пуебла і Мехіко. Вони живуть в первинних і вторинних дубових, сосново-дубових і соснових лісах і рідколіссях та в тріщинах серед скель, представники підвиду S. m. olsoni трапляються в сухих чагарникових заростях. Зустрічаються на висоті від 2000 до 3700 м над рівнем моря. Є живородними.